# Al Khawkhah (huyện)
Huyện Al Khawkhah là một huyện thuộc tỉnh Al Hudaydah, Yemen. Đến thời điểm năm 2003, huyện này có dân số 33764 người